# Аманшин, Виктор Петрович
Ви́ктор Петро́вич Ама́ншин (13 февраля 1915, Калуга — 12 июня 1977, там же) — советский рабочий-изобретатель, слесарь-инструментальщик Калужского электромеханического завода, Герой Социалистического Труда.

## Биография
Родился в Калуге 13 февраля (по другим данным, 13 января) 1915 года.
После окончания в 1930-х годах ФЗУ (ныне профессиональное училище № 10) пришёл на Калужский электромеханический завод слесарем-инструментальщиком 4-го разряда. Уже через три года получил 7-й разряд.
26 июня 1941 года, сразу после начала Великой Отечественной войны, ушёл в действующую армию. Воевал на Западном, Калининском, Северо-Западном фронтах. В 1944 году в звании старшего сержанта служил старшим мастером артиллерийско-технической службы в 3-й ударной армии (2-й Прибалтийский фронт) вступил в ВКП(б). Тогда же ему было присвоено звание младшего техника-лейтенанта. Войну оканчивал на 1-м Белорусском фронте в Берлине в должности начальника оружейно-пулемётного цеха армейских артиллерийских ремонтных мастерских № 192. Был отмечен грамотой за подписью командующего группой советских оккупационных войск в Германии маршала Чуйкова. Грамота была выдана старшему технику-лейтенанту В. П. Аманшину «за активное участие в рационализаторско-изобретательской работе, дачу ценных предложений и проявление творческой инициативы при выполнении заданий командования».
Демобилизовавшись из армии, вернулся на Калужский электромеханический завод, который в это время осваивал производство нового телеграфного оборудования. Аманшин предложил изготовлять дешифраторные кольца — важную деталь телетайпа — не на импортном дорогостоящем оборудовании, а методом чистовой штамповки.
Изобрёл несколько штамповочных автоматов. Был членом Центрального совета Всесоюзного общества изобретателей и рационализаторов.
Одним из главных увлечений В. П. Аманшина со школьных лет была живопись. Во время войны, будучи в 8-дневном отпуске, он написал одно из лучших своих полотен «Военная дорога». В 1954—1956 годах работал в Каменце-Подольском в художественной мастерской. Написал там картины «Переяславская Рада», «Ледовое побоище» и другие.
Позже он стал заниматься художественной обработкой металла, в том числе в жанре миниатюры. За создание скульптурной композиции «Бой на Чудском озере» размером со спичечный коробок его называли «потомком Левши».
В июне 1974 года был членом правительственной комиссии по похоронам Маршала Советского Союза Г. К. Жукова, выступил с речью на траурном митинге на Красной площади.
Был женат на Марии Дмитриевне Аманшиной, у них две дочери — Алла и Наталья.
Умер в 1977 году после тяжёлой болезни. Похоронен на Пятницком кладбище города Калуга.

## Награды
- медаль «Серп и Молот»
- орден Ленина
- орден Октябрьской революции
- орден Красной Звезды (1945)[4]
- медаль «За боевые заслуги»
- другие медали СССР

## Увековечение памяти
Имя Виктора Петровича Аманшина присвоено Калужскому профессионально-техническому училищу № 10 (Калуга, улица Салтыкова-Щедрина, 121 лит. а).